# Elements
Elements är det tyska metalcore-bandet Calibans elfte studioalbum, utgivet i april 2018 på Century Media Records och i Japan i juli på Sony Records.
CJ McMahon (Thy Art Is Murder) och Brian "Head" Welch (Korn) bidrog med gästsång.
Elements tog sig in på de tyska, österrikiska och schweiziska topplistorna, som högst på plats 6 (Tyskland).
Albumet producerade singlarna "Intoxicated", "Ich blute für dich" och "Before Later Becomes Never" med tillhörande musikvideor.

## Låtlista
1. "This Is War" – 3:01
2. "Intoxicated" – 4:06
3. "Ich blute für dich" – 3:57
4. "Before Later Becomes Never" – 4:13
5. "Set Me Free" – 4:35
6. "My Madness" – 3:49
7. "I Am Fear" – 4:31
8. "Delusion" – 3:50
9. "Carry On" – 3:20
10. "Masquerade" – 4:15
11. "Incomplete" – 3:20
12. "The Great Unknown" – 3:37
13. "Sleepers Awake" – 3:39

Bonusspår på digipakutgåvan
1. "Dark Shadows" (instrumental) (re-recorded version)" – 1:28
2. "Forsaken Horizon" (re-recorded version)" – 3:04

## Medverkande
Musiker
- Andreas Dörner – sång
- Marc Görtz – gitarr
- Denis Schmidt – gitarr, sång
- Marco Schaller – basgitarr
- Patrick Grün – trummor

Bidragande musiker
- Matthi Nasty – sång
- Sebastian "Sushi" Biesler – sång
- CJ McMahon – sång
- Brian "Head" Welch – sång

Produktion
- Benny Richter – producent, inspelningstekniker
- Marc Görtz – producent, mixning
- Andy Posdziech – producent
- Callan Orr – producent
- Olman Viper – mastering
- Marcel Gadacz – albumkonst, design